# Chiemsee Cowboys
Die Chiemsee Cowboys sind eine deutsche Country-, Rock- und Pop-Band aus Südost-Bayern.

## Bandgeschichte
Gegründet wurde die Band im Jahr 1990 in Höslwang/Chiemgau vom damaligen ortsansässigen Musiklehrer Willhelm G. Eitel. Unter wechselnder Besetzung entstanden die CD-Veröffentlichungen aus den Jahren 1994, 2005 und 2010. Im Jahr 2001 gewann die Formation zum ersten Mal den Titel „Austrian King of Country Music“. Auch 2002, 2003 und 2005 konnte die Band den Sieg bei der gleichnamigen Veranstaltung in Straßwalchen (Österreich) davontragen. Im Jahr 2009 traten die Chiemsee Cowboys auch unter dem Pseudonym Cops Band Rosenheim in Erscheinung. Unter beiden Namen veröffentlichte die Band mehrere Titel auf dem im selben Jahr erschienenen CD-Sampler Rosenheim blüht auf – Ein musikalischer Gruß von der Landesgartenschau in Rosenheim. Für den Privatsender Volksmusik.TV (heute: Deutsches Musik Fernsehen) produzierten sie im Jahr 2010 das Musikvideo Mia san aus Rosenheim.
Zudem war die Band mehrmals im Vorprogramm der Austropop-Gruppe Die Seer und dem österreichischen Sänger Andreas Gabalier vertreten. Das vom Rosenheimer Autor Heinz von Wilk geschriebene Buch Chiemsee-Cowboys steht in keinem Zusammenhang mit der Band. Im Februar 2018 erschien Wilk's vierter Roman Der Pate vom Chiemsee in dessen Handlung – resultierend aus einer mittlerweile persönlichen Bekanntschaft – die Chiemsee Cowboys als Nebenfiguren eingebunden sind. Im Januar 2019 veröffentlichte die Band beim Label „Hawk Mountain Records“ den Song 2000 Meilen. Er erschien auf dem Sampler Best of Unknown Country Vol. 2. Der Gründer Willi Eitel verstarb am 27. März 2020 in seiner Wohnung in Höslwang.

## Diskografie

### Alben
- 1994: Mit einem Schuß Country
- 2005: Trip to L.A.
- 2010: Cops Band grüßt aus Rosenheim

### Sampler-Beiträge
- 2009: Rosenheim blüht auf... Ein musikalischer Gruß von der Landesgartenschau Rosenheim
- 2019: Best Of Unknown Country, Vol. 2